# ترولس (كورنوال)
ترولس (بالإنجليزية: Trevellas)‏ هي قرية تقع في المملكة المتحدة في كورنوال.

## معرض صور

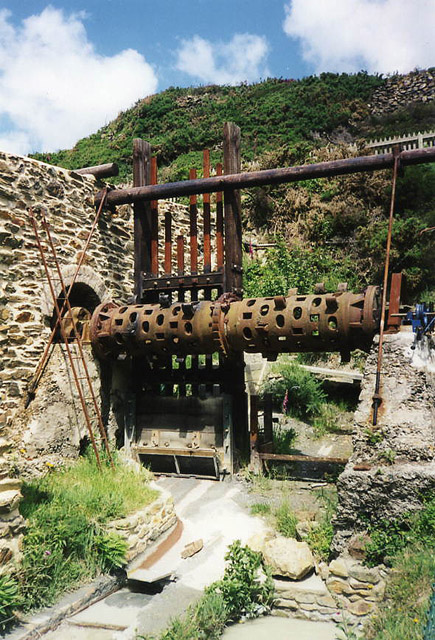
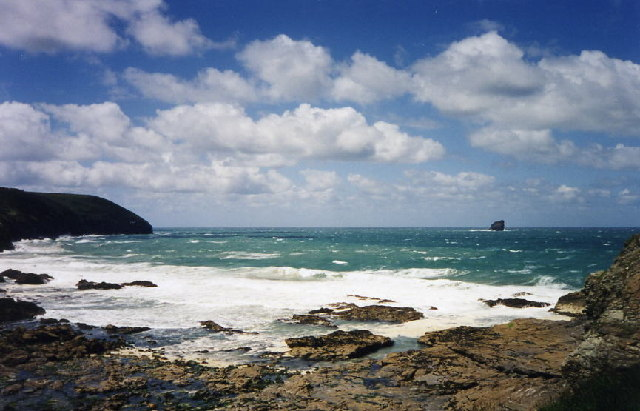
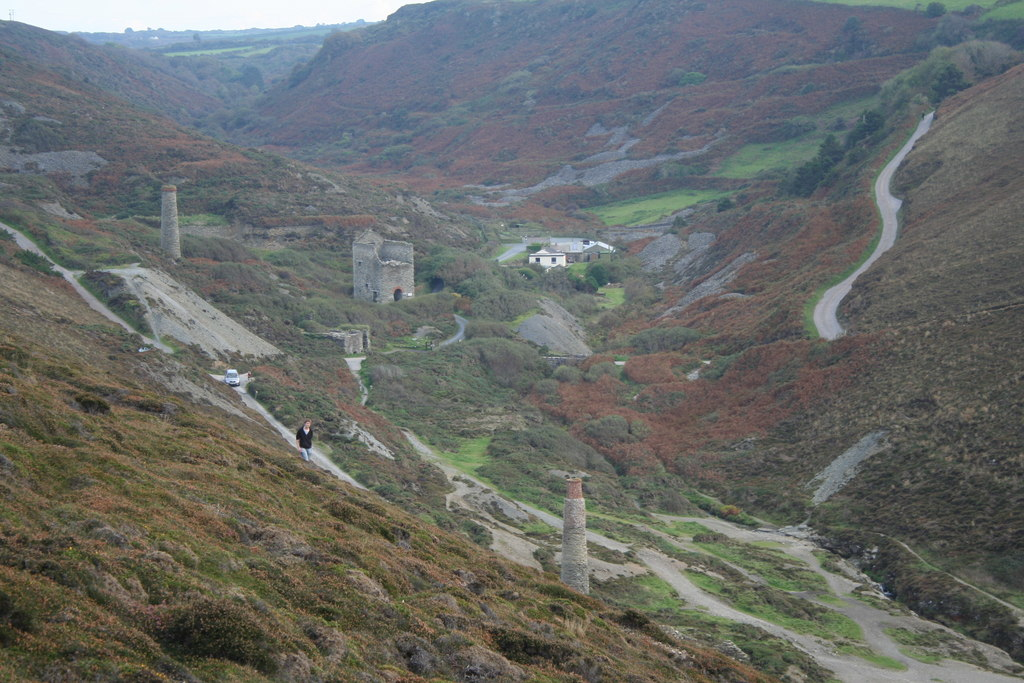
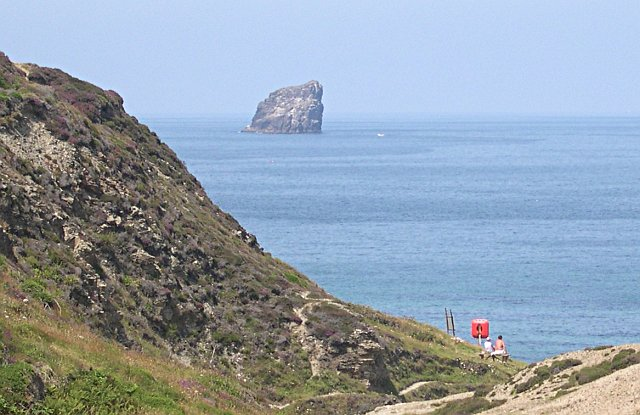